# Георги Консулов
 Тази статия е за офицера.  За поборника вижте Георги Консулов (революционер).  
Георги Нинов Консулов е български офицер, полковник.

## Биография
Роден е на 3 март 1897 година в тетевенското село Добревци. През 1919 година завършва Военното училище в София. От 1923 г. служи в първа жандармерийска дружина, а от 1928 г. е в Школата за ротни, батарейни и ескадронни командири (ШРБЕК). Служи още в петнадесети пехотен ломски полк (1929 – 1932, 1938), 24-ти пограничен участък (1932 – 1934), трети пехотен бдински полк (1934 – 1935), четвърта картечна дружина (1935 – 1938), тридесет и пети пехотен врачански полк (1938 – 1939). От 1939 г. е началник на секция към щаба на шеста пехотна бдинска дивизия. През 1942 г. служи в тридесет и осми пехотен полк. На 14 септември 1944 година е назначен за командир на тридесет и пети пехотен врачански полк. На 28 ноември същата година става командир на първи армейски пехотен попълващ полк. Награждаван е с орден „За храброст“, IV степен, 1 клас. Бил е ревизор в Главно интенданство. Уволнява се през 1945 година.

## Военни звания
- Подпоручик (1919)
- Поручик (30 януари 1923)
- Капитан (15 юни 1928)
- Майор (6 май 1936)
- Подполковник (6 май 1940)
- Полковник (14 септември 1942)